# Ogden (Illinois)
Ogden – wieś w Stanach Zjednoczonych, w stanie Illinois, w hrabstwie Champaign.